# Ed ero contentissimo
Ed ero contentissimo è un singolo del cantautore italiano Tiziano Ferro, pubblicato il 25 agosto 2006 come secondo estratto dal terzo album in studio Nessuno è solo.

## Descrizione
La canzone viene tradotta in lingua spagnola con il titolo Y estaba contentísimo.
Nel 2011 è stata inserita all'interno della raccolta Je t'aime.

## Video musicale
Il video, diretto da Paolo Monico, è stato girato a Barcellona, come si può intuire dal dialogo fra la protagonista ed un barista. Nel video la suddetta ragazza si sveglia e trascorre la sua giornata mostrandosi sempre pensierosa. Uscita di casa, si ferma ad un bar dove alla radio trasmettono il pezzo di Ferro e il barista le chiede se le piace il cantante in questione. Lei risponde che deve incontrarlo da lì a mezz'ora. L'uomo non le crede, ma effettivamente la ragazza si reca allo studio dove l'artista sta registrando il suo video.
Particolarità della clip è che ne esistono due finali alternativi: in uno lei spara al televisore in sala registrazione e lui va ad abbracciarla, nell'altro gli spara ferendolo.

## Tracce
CD promozionale
1. Ed ero contentissimo – 4:12

CD singolo
1. Ed ero contentissimo – 4:12
2. Y estaba contentísimo – 4:12

CD maxi-singolo
1. Ed ero contentissimo – 4:12
2. Y estaba contentísimo – 4:12
3. Ed ero contentissimo (Videoclip) – 4:30

## Successo commerciale
Ed ero contentissimo ha ottenuto un discreto successo in Europa, giungendo comunque al secondo posto della Top Singoli italiana e nella top 5 di quella inerente agli airplay.

## Classifiche
| Classifica (2006) | Posizione massima |
| ----------------- | ----------------- |
| Belgio (Vallonia) | 33                |
| Italia            | 2                 |
| Svizzera          | 72                |